# 管理三庫事務大臣
管理三庫事務大臣，簡稱三庫大臣。為清朝官職，王公大臣充任職，職務為管理戶部三庫。
前身為順治十三年（1656年）起設置的三庫理事官；雍正元年（1723年），改由王公大臣擔任，稱為管理三庫大臣。滿缺、漢缺各一人，任期為三年，期滿時請旨更換派任。職掌為管理三庫庫藏、出納，按年月會計造冊，清點核實上奏。
轄下屬官有檔房主事，三庫郎中、員外郎、司庫、大使、筆帖式、庫使等官。
光緒二十八年（1902年）四月十四日上諭：「三库积弊已深，库书、库丁弊端尤甚，亟应实力整顿，著如该部所奏，即将三库集中等缺裁撤，凡库书、库丁悉数革除，一切收支事宜统归户部堂官一手经理，以专责成，毋庸另派三库大臣管理。」裁撤三庫，管理三庫大臣之職務改由戶部尚書全權處理。